# Roquebrune (Gironda)
Roquebrune è un comune francese di 282 abitanti situato nel dipartimento della Gironda nella regione della Nuova Aquitania.

## Storia

### Simboli
Lo stemma è stato adottato il 6 febbraio 2024. La "roccia bruna" (rocher brun) allude al toponimo Roquebrune ed è posta su onde che rappresentano il fiume Drot; lo scudo con la croce ricorda la commanderia dei Cavalieri di Malta eretta lungo il cammino di Santiago di Compostela simbolizzato dalle conchiglie, in numero di tre a ricordare le tre parrocchie dell'Ancien Régime che formarono il comune di Roquebrune.

## Società

### Evoluzione demografica
Abitanti censiti